# Canapé (bridge)
In het kaartspel bridge wordt met canapé een conventie aangeduid waarbij een speler zijn langste kleur eerst met zijn tweede bod aangeeft. Dit principe vormt de basis van verschillende Europese biedsystemen. Het concept wordt toegeschreven aan de Fransman Pierre Albarran. 